# 1720er
Portal Geschichte | Portal Biografien | Aktuelle Ereignisse | Jahreskalender | Tagesartikel

◄ |
17. Jh. |
18. Jahrhundert
| 19. Jh. | ►

◄ |
1690er |
1700er |
1710er |
1720er
| 1730er | 1740er | 1750er | ►

1720 |
1721 |
1722 |
1723 |
1724 |
1725 |
1726 |
1727 |
1728 |
1729

## Ereignisse
- 1721: Der Frieden von Nystad beendet den Großen Nordischen Krieg.
- 1722: Die Tuscora  schließen sich den Cayoga, Mohawk, Oneida, Onondaga und Seneca an. Diese Vereinigung der Irokesenstämme wird als Six Nations bekannt.[1]

## Kultur
- 1726: Jonathan Swift veröffentlicht den satirischen Roman Gullivers Reisen.

## Persönlichkeiten
- Ludwig XV., König von Frankreich
- Karl VI., Kaiser des Heiligen Römischen Reiches Deutscher Nation, als Karl III. König von Ungarn und als Karl II. König von Böhmen
- Philipp V., König von Spanien
- Friedrich Wilhelm I., König von Preußen
- Innozenz XIII., Papst
- Benedikt XIII., Papst
- Peter I., Zar in Russland
- Katharina I., Zarin in Russland
- Peter II., Zar in Russland
- Georg I., König von Großbritannien und Irland
- Georg II., König von Großbritannien und Irland
- Robert Walpole, Premierminister von Großbritannien und Irland
- Nakamikado, Kaiser von Japan
- Kangxi, Kaiser von China
- Yongzheng, Kaiser von China